# Wang Houde
Wang Houde (chinesisch 布赫; * 1933 in Zhenjiang, Jiangsu) war ein chinesischer Schriftsteller und Politiker der Kommunistischen Partei Chinas (KPCh), der unter anderem zwischen 1983 und 1993 stellvertretender Generalsekretär  des Ständigen Ausschusses des Nationalen Volkskongresses sowie daraufhin von 1993 bis 2003 Mitglied des Ständigen Ausschusses des Nationalkomitees der Politischen Konsultativkonferenz des chinesischen Volkes (PKKCV) war.

## Leben
Wang Houde wurde 1951 Mitglied der Kommunistischen Partei Chinas (KPCh) und absolvierte ein Studium an der Chinesischen Volksuniversität. Nach einem weiteren Studium in der Sowjetunion wurde er Sekretär der Abteilung Öffentlichkeitsarbeit des Parteikomitees seiner Heimatstadt Zhenjiang sowie später Aufsichtsbeamter im Handelsministerium, ehe er Leiter der Allgemeinen Abteilung des Handelsministeriums wurde. Er war ferner stellvertretender Vorsitzender des Gesamtchinesischen Gewerkschaftsbundes (中華全國總工會), die größte Gewerkschaft der Welt mit 134 Millionen Mitgliedern in 1.713.000 lokalen Gewerkschaftsorganisationen, sowie Ehrenvorsitzender der Chinesischen Industriegenossenschaften (工業合作社). Hierbei handelte es sich um Organisationen, die von einer Bewegung gegründet wurden, an der verschiedene westliche Einwanderer beteiligt waren, um die industrielle und wirtschaftliche Entwicklung in China zu fördern. 
1983 wurde Wang stellvertretender Generalsekretär  des Ständigen Ausschusses des Nationalen Volkskongresses und bekleidete dieses Amt in der sechsten und siebten Legislaturperiode bis 1993. In der siebten Legislaturperiode war er zudem zwischen 1988 und 1993 Mitglied des Ständigen Ausschusses des Nationalen Volkskongresses, ein Komitee mit etwa 150 Mitgliedern des Nationalen Volkskongresses, welcher zwischen Plenartreffen des Nationalen Volkskongresses einberufen wird und gemäß der Verfassung der Volksrepublik China Gesetzgebungen innerhalb einer vom Volkskongress gestellten Frist bearbeitet, womit er de facto das Parlament der Volksrepublik ist. Des Weiteren wurde er 1993 Mitglied des Ständigen Ausschusses des Nationalkomitees der Politischen Konsultativkonferenz des chinesischen Volkes (PKKCV), ein beratendes Gremium im Staatsapparat der Volksrepublik China, das sowohl aus Mitgliedern der KPCh wie aus Nichtparteimitgliedern oder Mitgliedern anderer Parteien, den sogenannten „Acht Demokratischen Parteien und Gruppen“, besteht. Diesem Gremium gehörte er in der achten und neunten Legislaturperiode bis 2003 an. Er war ferner zwischen 1993 und 1998 Mitglied des Unterausschusses für Recht des Nationalkomitees der Politischen Konsultativkonferenz des chinesischen Volkes.